# Umberto Giuseppe Cordani
Umberto Giuseppe Cordani (17 de maio de 1938) é um pesquisador brasileiro, membro titular da Academia Brasileira de Ciências na área de Ciências da Terra desde 20 de janeiro de 1970.
Foi condecorado na Ordem Nacional do Mérito Científico.